# 85ª Brigata Garibaldi "Valgrande Martire"
La 85ª Brigata Garibaldi "Valgrande Martire" fu una brigata partigiana che operò tra la Valgrande, la sponda occidentale del Lago Maggiore a ridosso della piana del fiume Toce e della città di Verbania.
Nel marzo del 1945, insieme alla Brigata autonoma Cesare Battisti, costituiva la Divisione Ossola "Mario Flaim".

## Origine
Nel corso del rastrellamento del giugno 1944 in Valgrande, all'interno del battaglione Valdossola emerse il contrasto tra il comandante Dionigi Superti e il suo vice Mario Muneghina, sulle scelte da operare sul campo: il battaglione s divise in due unità la cui separazione fu confermata nell'agosto del 1944. Muneghina, già combattente nella guerra civile spagnola, divenne comandante della neonata "Valgrande Martire", costituita con la confluenza dei resti della brigata autonoma "Giovine Italia" guidati da Mario di Lella "Galli".

## Comando e operazioni
La brigata venne inquadrata già dalla costituzione, nell'agosto 1944, nella 2ª Divisione Garibaldi "Redi". Muneghina prese allora il comando della “Redi” - che inquadrava la stessa "Valgrande Martire" - mentre la brigata passò a Mario Di Lella.
In ottobre il comando passò a Dino Vicario “Barbis” e, dopo una parentesi tra dicembre 1944 e gennaio 1945 con il ritorno di Muneghina di nuovo formalmente comandante della formazione, il ruolo di comandante venne assunto da Antonio Stagni.
Le sole donne con il ruolo di ufficiale erano Maria Peron (capo servizio sanitario) e Anna Maria Princigalli (capo ufficio stampa e propaganda). Il cuore operativo della brigata rimase la Valgrande, con proiezione sulle alture verso la città di Verbania. Nel settembre 1944 la brigata compie azioni di disturbo e guerriglia a sostegno della Repubblica dell'Ossola, contrastando anche le forze fasciste che attaccano nella piana del Toce a partire dal 10 ottobre. Le operazioni a ridosso delle diverse frazioni, lacuali e montane, di Verbania porta la brigata a scontrarsi soprattutto con la X MAS, presente nella città sul Lago Maggiore con il battaglione Castagnacci.
Nel dicembre la brigata vive un momento drammatico quando viene giustiziato per tradimento Nello Sartoris, nome di battaglia Taras, accusato di aver cospirato con la X MAS. A gennaio 1945, a partire dal giorno 10, l'ordinata reazione della brigata vanifica il rastrellamento nazifascista verso la Valgrande.

## Il passaggio alla Divisione Flaim e l'insurrezione
A gennaio 1945 iniziarono le operazioni per la costituzione - poi formalizzata a marzo - della Divisione Ossola "Mario Flaim", con mostrine con stella alpina, analogamente alle brigate della Valsesia e della Redi in Ossola. 
Divisione autonoma dipendente direttamente dal Comando Unico Zona Ossola, la Flaim fu costituita con la brigata autonoma "Cesare Battisti" e con la garibaldina "Valgrande Martire", cui si aggiungeva il battaglione guastatori. La Divisione era comandata da Armando Calzavara "Arca", con Muneghina come commissario politico. Nel quadro di una necessaria unità della nuova divisione, in questa fase al comando della "Valgrande Martire" fu chiamato Franco Spinelli "Nemo", già nelle file della "Cesare Battisti".
Nella fase insurrezionale la "Valgrande Martire", insieme alla "Cesare Battisti" e al battaglione guastatori, circondò e liberò Intra (20-23 aprile 1945) e il resto di Verbania. 
Tra 25 e 26 aprile unità della brigata convergono su Arona per contrastare la ritirata della "Colonna Stamm" guidata dai reparti della SS Polizei e comprendente anche diverse unità fasciste.

## Suddivisione
La Brigata si articolava in tre battaglioni: il "Serafini", il "Luigi Campegi" e il "Fratelli Bagi.

## Persone legate alla Brigata
- Mario Muneghina
- Maria Peron, infermiera proveniente dall'ospedale di Niguarda
- Dino Vicario "Barbis", partigiano prevalentemente in Valsesia
- Anna Maria Princigalli, capo ufficio stampa della Brigata e co-fondatrice dei convitti Rinascita